# PGC 11834
LEDA/PGC 11834 (auch NGC 1232A) ist eine Balken-Spiralgalaxie vom Hubble-Typ SBm im Sternbild Eridanus am Südsternhimmel. Sie ist schätzungsweise 292 Millionen Lichtjahre von der Milchstraße entfernt und hat einen Durchmesser von etwa 170.000 Lichtjahren. Vom Sonnensystem aus entfernt sich das Objekt mit einer errechneten Radialgeschwindigkeit von näherungsweise 6.600 Kilometern pro Sekunde. Gemeinsam mit NGC 1232 bildet sie ein optisches Galaxienpaar.
Im selben Himmelsareal befinden sich unter anderem die Galaxien PGC 11828, PGC 11946, PGC 11950.